# ميتيكاس (أيتوليا كي أكارنانيا)
ميتيكاس (Μύτικας) هي مدينة في أيتوليا كي أكارنانيا في مقاطعة كينتريكي إلادا في اليونان.